# Pusiano
Pusiano (Pusian in dialetto brianzolo, AFI: /pyˈzjaŋ/) è un comune italiano di 1 310 abitanti della provincia di Como in Lombardia. Posto sull'omonimo lago, il comune di Pusiano fa parte della Comunità montana del Triangolo Lariano e del Parco regionale della Valle del Lambro. Tra gli edifici notevoli, il Palazzo Carpani Beauharnais, il Santuario della Madonna della Neve e l'Oratorio di San Francesco e la Chiesa Parrocchiale. Fra il mutare della natura e il passaggio dell’essere umano troviamo uno dei più grandi ritrovamenti di Ammoniti del Giurassico nel rosso ammonitico lombardo (circa 180 milioni di anni fa) e i resti di palafitte nella parte orientale dell’Isola di Cipressi risalenti a circa 10.000 anni fa.

## Origini del nome
Attestato nel 1288 con il nome di Pucilliano, il toponimo riflette il nome romano di persona Pusillius, con l'aggiunta del suffisso -anus e avvalorato dalla scoperta di un’urna funeraria presso il Museo Archeologico Paolo Giovio di Como con iscrizione: "PUSILLIENAE IANUARIAE PRISCIENUS SECUNDUS CONIUGI INCOMPARABILI".

## Storia

### Vicende amministrative
Durante la Signoria milanese il "locho da Pusliano" costituì una delle località che, all'interno della Squadra di Canzo, nel 1346 avevano in carico la manutenzione della cosiddetta "strata da Niguarda".
Durante il Ducato di Milano, fin'oltre la metà del XVIII secolo la località di Pusiano seguì il destino della Squadra de'Mauri in cui era inserita, una pieve amministrativa che nel 1491 fu infeudata dai Dal Verme per concessione di Filppo Maria Visconti. Come emerge da un documento datato 1579, a Pusiano si sarebbe trovato un castello, del quale tuttavia oggi non rimane più alcuna traccia. Pusiano e il resto della Squadra passarono dapprima ai Fregoso (1488) e infine alla famiglia Sfondrati (1533), la quale esercitò i propri diritti feudali fino al 1788, anno in cui quando l'ultimo erede maschio morì e la Squadra ritornò tra le disponibilità del demanio.
Un decreto di riorganizzazione amministrativa del Regno d'Italia napoloeonico datato 1807 sancì l'annessione di Pusiano al comune di Cesana, decisione che fu cancellata dalla Restaurazione, quando gli austro-ungarici ricostituirono il comune di Pusiano e, all'istituzione del Regno Lombardo-Veneto lo inserirono nella provincia di Como.

### Altro
In un ambito strettamente religioso, Pusiano assunse un ruolo importante tra gli anni 1855 e 1895 grazie all'agire di due veggenti, Angela e Teresa Isacchi, che resero Pusiano famoso non solo tra i paesi della Brianza, della Lombardia e dell'Italia, ma anche all'estero (Francia e Inghilterra).
La storia di Angela e Teresa, per anni tenuta nascosta, è stata riscoperta grazie al libro Il Giardino della Santa Parola - I Segreti di Angela e Teresa Isacchi, dello storico pusianese Giancarlo Molteni.
Il libro tratta la storia delle due donne che, nonostante fossero totalmente illetterate e dotate solo di esperienze di profonda miseria, riuscirono a predire enormi sconvolgimenti storici, come il declino dell'Impero Austro-Ungarico e la fine del potere temporale della Chiesa, e ad affermare, con coraggio ed ingenuità che anche il corpo ed il sangue di Maria sono presenti nell'Ostia Consacrata.
Tutto questo, secondo Angela e Teresa, fu possibile grazie al loro contatto diretto e preferenziale con il Divino, che esprimevano attraverso “parlate” pronunciate in momenti di particolare ed intensa devozione, raccolte e trascritte dai loro devoti come “Santa Parola”.

### Simboli
Lo stemma comunale non ha un riconoscimento formale. È rappresentato un albero sradicato, probabilmente un ulivo, pianta che fiorisce sulle colline circostanti grazie alla mitezza del clima. Il gonfalone è un drappo di rosso.

## Monumenti e luoghi d'interesse

### Architetture civili

#### Palazzo Beauharnais

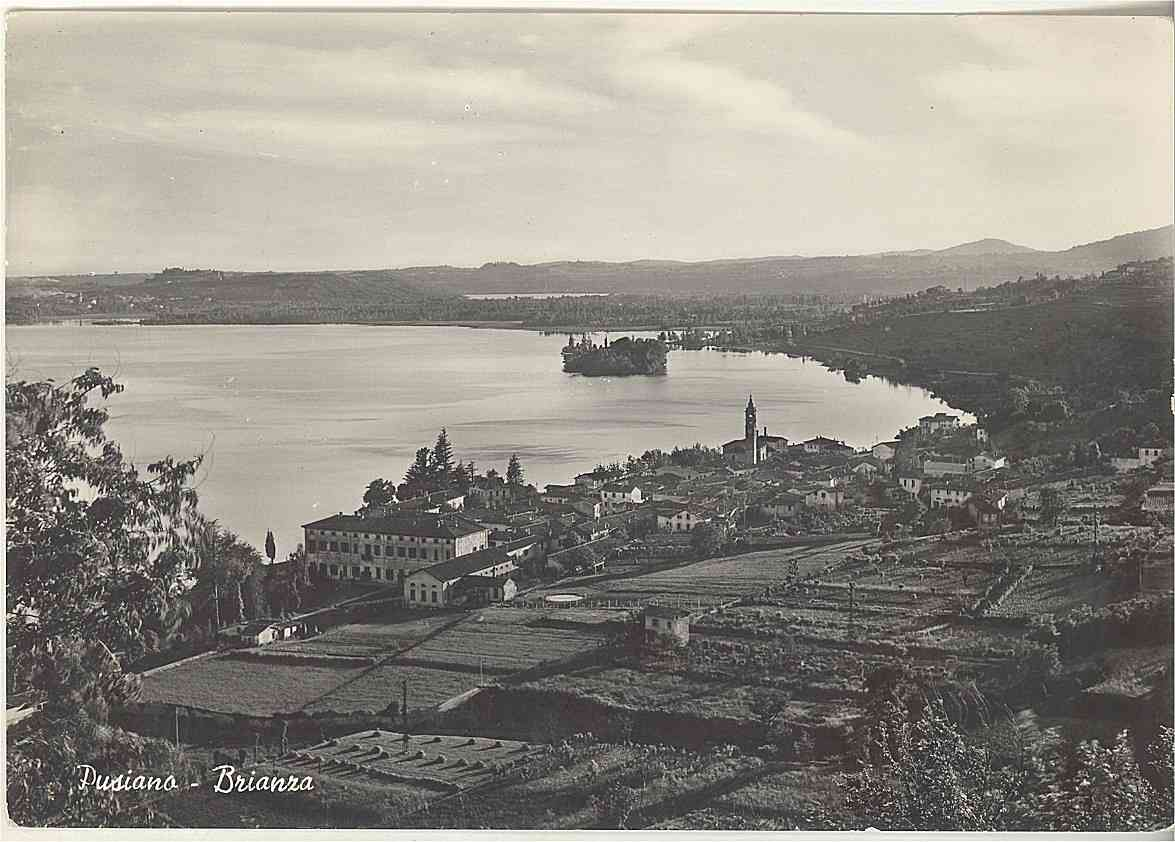
Foto d'epoca in cui spiccano palazzo Beauharnais (sulla sinistra) e il campanile della parrocchiale

Attestato già nel 1521, Palazzo Beauharnais, noto anche come Villa Raimondi, fu costruito dal XV secolo dalla famiglia Carpani.
Il palazzo deve il suo nome a Eugenio Beauharnais, che dal 1805 al 1814 lo utilizzò come residenza e vi commissionò una serie d'interventi di rifinitura del giardino formale.
Dal 1830 il palazzo divenne proprietà della famiglia lecchesi Conti, che convertirono parte della struttura in una filanda. In seguito, nel Novecento lo stabile fu dapprima comprato dai religiosi dell'Istituto della carità, che lo adibirono in parte a convento e in parte a scuola, mentre nel 1986 divenne definitivamente proprietà del comune di Pusiano.
L’ala ovest del Palazzo contiene la parte più antica e importante con un soffitto a cassettoni sia a piano terra sotto un portico, sia al primo piano nella cosiddetta "Sala del Quattrocento", con cornici intarsiate e con la rappresentazione di scene di caccia, mitologiche e copricapi di vari stili. L’ala est del Palazzo di metà Milleseicento, è costituita al piano terra da un portico a grandi archi a tutto sesto con colonne binate tuscaniche.
Il palazzo, che ospita anche un giardino formale, è il soggetto di uno dei dipinti realizzati da Federico Lose e la moglie Carolina nel loro libro del 1823 intitolato Viaggio pittorico nei monti della Brianza.

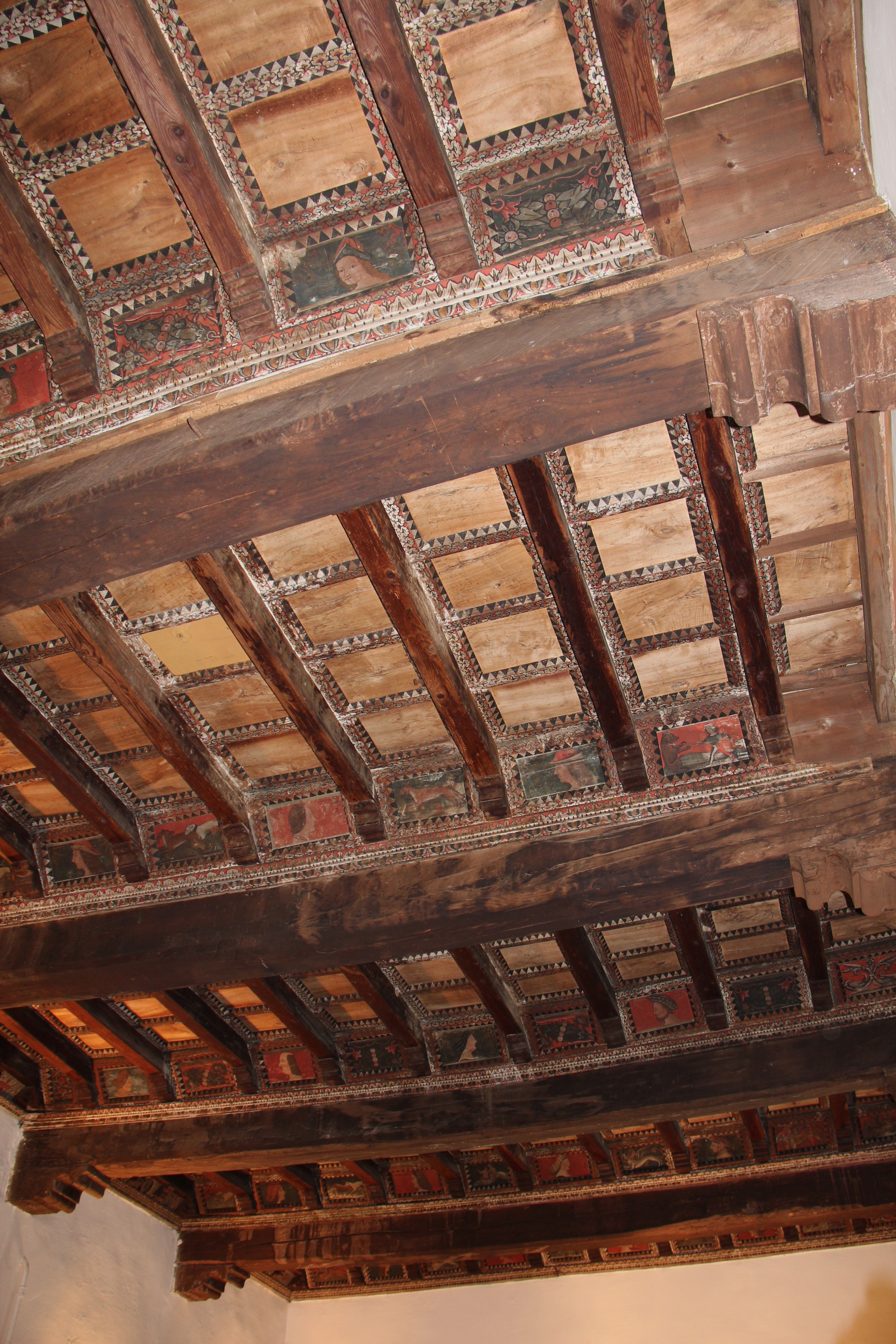
ll soffitto a cassettoni

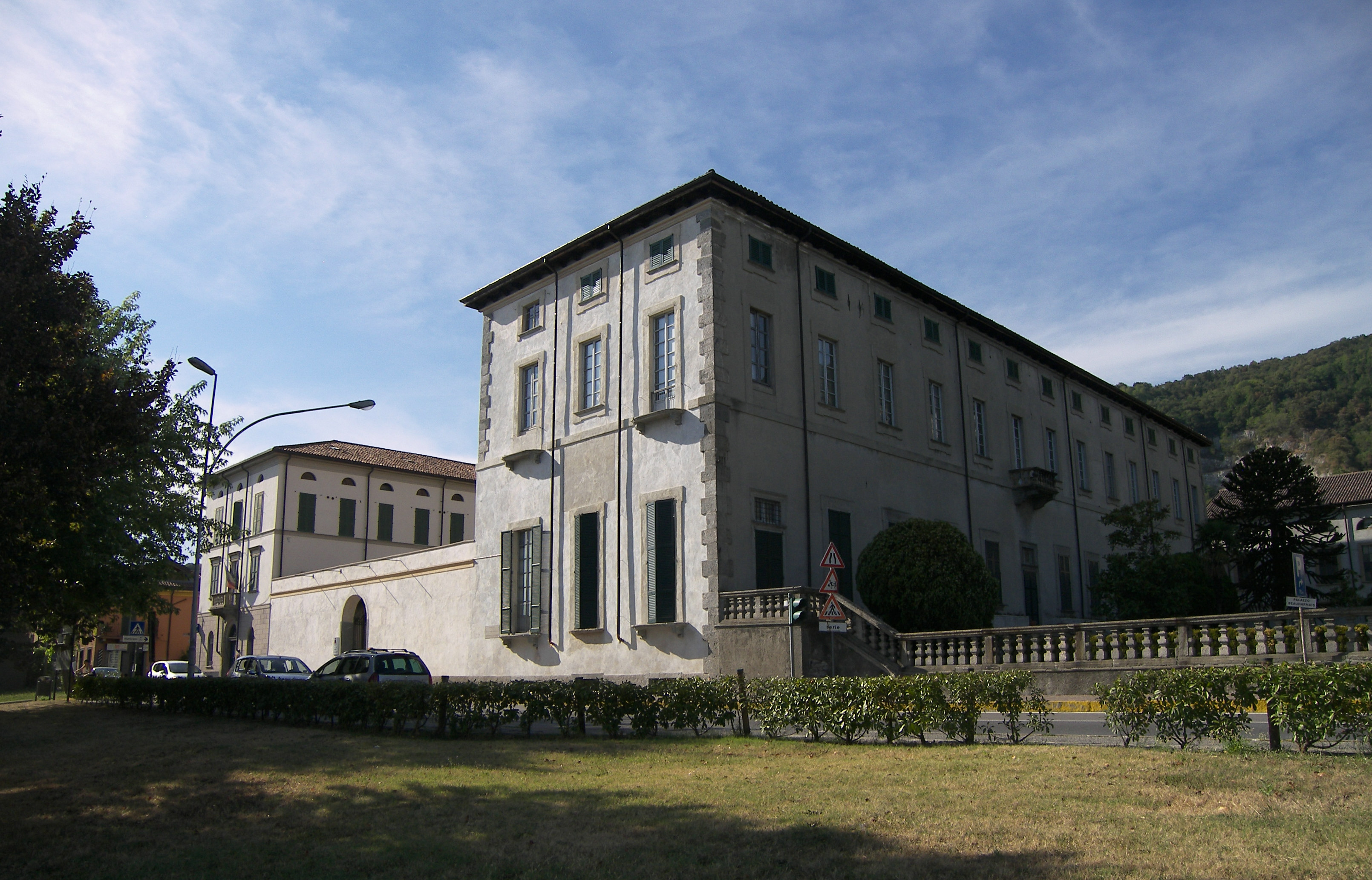
Palazzo Carpani-Beauharnais

### Architetture religiose

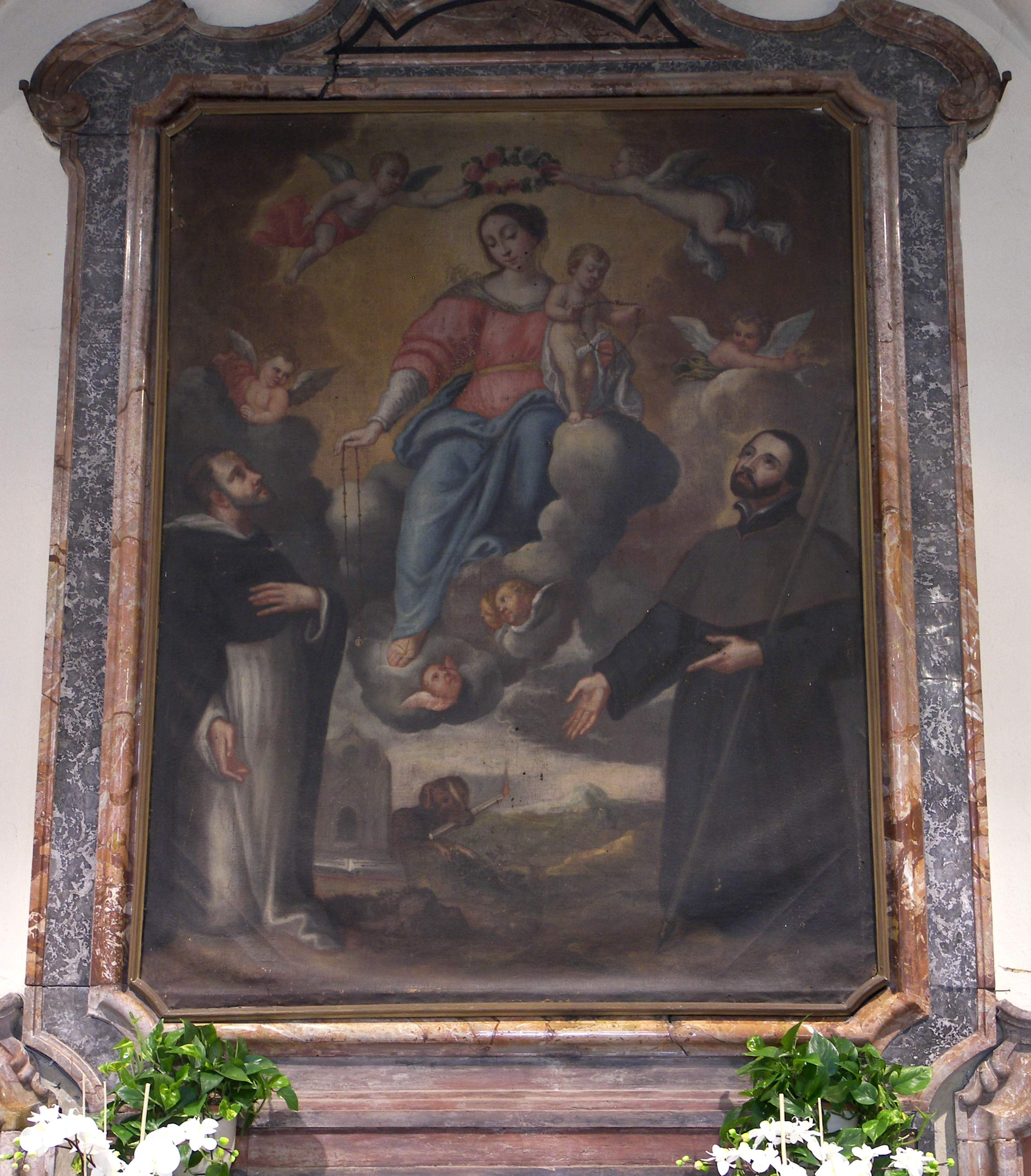
Pala d'altare nella chiesa dei santi Francesco Saverio e Domenico

#### Parrocchiale della Natività di Maria
La chiesa della Natività di Maria, che deve il suo aspetto attuale ad alcuni interventi di ristrutturazione avvenuti negli anni 1615-1636, fu eretta a sede dell'omonima parrocchia nel 1567. La sua edificazione inizia nel 1465 sopra una precedente cappella e la consacrazione avvenne nel 1620, per opera di Federico Borromeo.
Il portone d'ingresso principale è sormontato da una Quattrocentesca scultura in legno raffigurante il Cristo. Sopra alla porta del lato destro trova invece posto un'Annunciazione eseguita nel 1583 da Ippolito Morelli.
Nell'area presbiteriale trovano posto un pulpito in legno del XVII secolo e una serie di arazzi in seta risalenti al secolo successivo.
Il campanile è del 1702.

#### Altro
- Santuario della Madonna della Neve (1570-1608)[18], noto anche come Santuario della Madonna del Monte,[12] ospita un Cinquentesco bassorilievo a tema mariano, eseguito da uno scultore di scuola toscana[12]. Il Santuario, che venne edificato dalla famiglia Carpani come cappella privata nel XVI secolo, aveva una pala d’altare (ora nella Parrocchiale) rappresentante l’Annunciazione con questa iscrizione: "HIC PUERI SUN FILII D. BARTHOLOMEI CARPANI ATQ D. HIERONIME RABIA UXORIS SUE M.D.LXXXVI DIA IIII IANUARII – IPPOLITUS NASEIUS .F."[4].
- Chiesa dei Santi Francesco Saverio e Domenico (inizi XVIII secolo),[19] che al suo interno conserva una pala d'altare dedicata ai santi titolari dell'edificio, opera di Agostino Santagostino del 1702.

### Aree naturali
- Lago di Pusiano - La storia interessantissima di questo Lago, inizia da Plinio il Vecchio che lo chiama EUPILI nella sua Historia Naturalis. Le acque sono diventate demaniali mentre i diritti sono ancora privati[4]

### Percorsi culturali
- Segantini in Brianza - dal 2019[20]
- Percorso misterico - dal 2009[21]

## Società

### Evoluzione demografica

#### Demografia pre-unitaria
- 466 nel 1751
- 489 nel 1771
- 435 nel 1799
- annessione a Cesana nel 1809
- 627 nel 1853

(Fonte: lombardiabeniculturali)

#### Demografia post-unitaria
Abitanti censiti

## Infrastrutture e trasporti
Fra il 1928 e il 1955 la località era servita da una fermata posta lungo la Tranvia Como-Erba-Lecco, ora servita da una linea di autobus.

## Amministrazione

### Gemellaggi
- Magyarszék, dal 2011|5 agosto 2011[24]